# Březová u Broumova

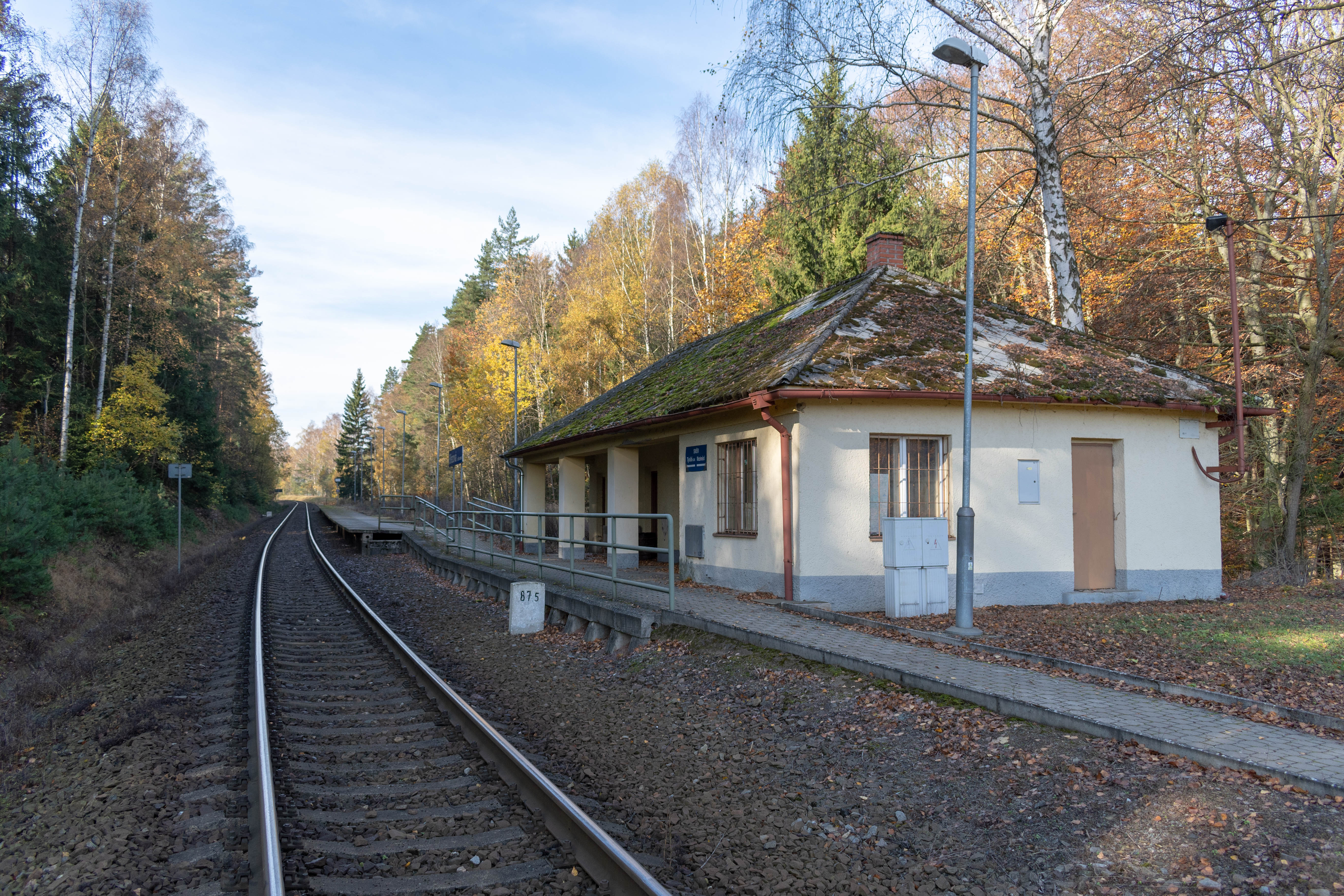
Przystanek

Březová u Broumova – przystanek kolejowy w miejscowości Březová, w kraju hradeckim (Czechy) w Sudetach. Znajduje się na wysokości 475 m n.p.m.
Jest zarządzany przez Správę železnic. Na przystanku nie ma możliwości zakupu biletów, a obsługa podróżnych odbywa się w pociągu.

## Linie kolejowe
- 026 Týniště nad Orlicí - Otovice zastávka